# Головановка (Крым)
Голова́новка (до 1945 года Баши́; укр. Голованівка, крымскотат. Başı, Башы) — село в Белогорском районе Республики Крым, входит в состав Криничненского сельского поселения (согласно административно-территориальному делению Украины — Криничненского сельсовета Автономной Республики Крым).

## Население
| 2001 | 2014 |
| ---- | ---- |
| 583  | ↘510 |

Всеукраинская перепись 2001 года показала следующее распределение по носителям языка
| Язык             | Процент |
| ---------------- | ------- |
| русский          | 72.73   |
| крымскотатарский | 14.58   |
| украинский       | 11.32   |
| другие           | 0.34    |

### Динамика численности
| - 1805 год — 60 чел. - 1864 год — 118 чел. - 1889 год — 119 чел. - 1892 год — 226 чел. - 1900 год — 229 чел. - 1915 год — 145 чел. | - 1926 год — 145 чел. - 1939 год — 178 чел. - 1989 год — 649 чел. - 2001 год — 583 чел. - 2009 год — 564 чел. - 2014 год — 510 чел. |

## Современное состояние
На 2017 год в Головановке числится 9 улиц и 1 переулок; на 2009 год, по данным сельсовета, село занимало площадь 81,6 гектара на которой, в 201 дворе, проживало 564 человека. В селе действуют общеобразовательная школа, сельский клуб, библиотека-филиал № 5, отделение Почты России. Головановка связана автобусным сообщением с райцентром, Симферополем и соседними населёнными пунктами.

## География
Головановка находится в южной части района, в пределах Главной гряды Крымских гор. Село лежит в коловине, образованной стыком долин Танасу, Молбай-Узень и ручья Копкол (он жеЯр). Высота центра села над уровнем моря — 287 м. Соседние сёла: Алексеевка в 3 км на юго-восток, Красносёловка — 3,5 километра к югу по шоссе и к северу — Карасёвка — в 1,5 (или более 4 км по шоссе). Расстояние до райцентра — около 10 километров (по шоссе), расстояние до железнодорожной станции Симферополь — около 53 километров. Транспортное сообщение осуществляется по региональной автодороге 35Н-116 Приветное — Белогорск (по украинской классификации — С-0-10340).

## История
Прежнее название Головановки — Баши или Юхары-Баши — сохранившиеся со времён Крымского ханства названия двух маале-приходов одного села. В первом документальном упоминании, в Камеральном Описании Крыма… 1784 года, судя по которому, в последний период ханства деревня входила в Карасубазарский кадылык Карасубазарского каймаканства, присутствуют Баши и Юхары-Баши. После присоединения Крыма к России (8) 19 апреля 1783 года, (8) 19 февраля 1784 года, именным указом Екатерины II сенату, на территории бывшего Крымского Ханства была образована Таврическая область и деревня была приписана к Симферопольскому уезду. После Павловских реформ, с 1796 по 1802 год, входила в Акмечетский уезд Новороссийской губернии. По новому административному делению, после создания 8 (20) октября 1802 года Таврической губернии, Баши была включена в состав Аргинской волости Симферопольского уезда.
В Ведомости о всех селениях в Симферопольском уезде состоящих с показанием в которой волости сколько числом дворов и душ… от 9 октября 1805 года, деревня записана, как Юхары-Баши, в которой числилось 10 дворов, 53 крымских татарина и 7 цыган.
На военно-топографической карте генерал-майора Мухина 1817 года Юхарыбаши обозначен с 14 дворами. После реформы волостного деления 1829 года Юкары Баши, согласно «Ведомости о казённых волостях Таврической губернии 1829 года», остался в составе преобразованной Аргинской волости. На карте 1842 года обозначена Баши, она же Юхары-Баши, с 20 дворами.
В 1860-х годах, после земской реформы Александра II, деревню приписали к Зуйской волости. В «Списке населённых мест Таврической губернии по сведениям 1864 года», составленном по результатам VIII ревизии 1864 года, Юхары-Баши — владельческая татарская деревня с 16 дворами, 118 жителями и мечетью при речке Тыназе. По обследованиям профессора А. Н. Козловского начала 1860-х годов, жители селения «пользовались водой притока реки Карасовки Тунас». На трёхверстовой карте Шуберта 1865—1876 года в деревне Баши (она же Юхары-Баши) обозначено 12 дворов). На 1886 год в деревне Баши, согласно справочнику «Волости и важнѣйшія селенія Европейской Россіи», проживало 110 человек в 19 домохозяйствах, действовала мечеть. В «Памятной книге Таврической губернии 1889 года» по результатам Х ревизии 1887 года записан Юхары-Баши с 21 двором и 119 жителями. На верстовой карте 1890 года в деревне обозначено 42 двора с татарским населением.
После земской реформы 1890-х годов деревня осталась в составе преобразованной Зуйской волости. Согласно «…Памятной книжке Таврической губернии на 1892 год», в деревне Юхары-Баши, входившей в Аргинское сельское общество, было 226 жителей в 26 домохозяйствах, из которых 9 домохозяев владели 13 десятинами земли, остальные — безземельные. По «…Памятной книжке Таврической губернии на 1902 год» в деревне Юхары-Баши, входившей в Аргинское сельское общество, числилось 229 жителей в 17 домохозяйствах. По Статистическому справочнику Таврической губернии. Ч.II-я. Статистический очерк, выпуск шестой Симферопольский уезд, 1915 год, в деревне Юхары-Баши Зуйской волости Симферопольского уезда числилось 25 дворов с татарским населением в количестве 145 человек приписных жителей, из которых 80 мужчин и 65 женщин. В хозяйствах имелось 16 лошадей, 17 волов, 18 коров и 250 голов мелкого скота.

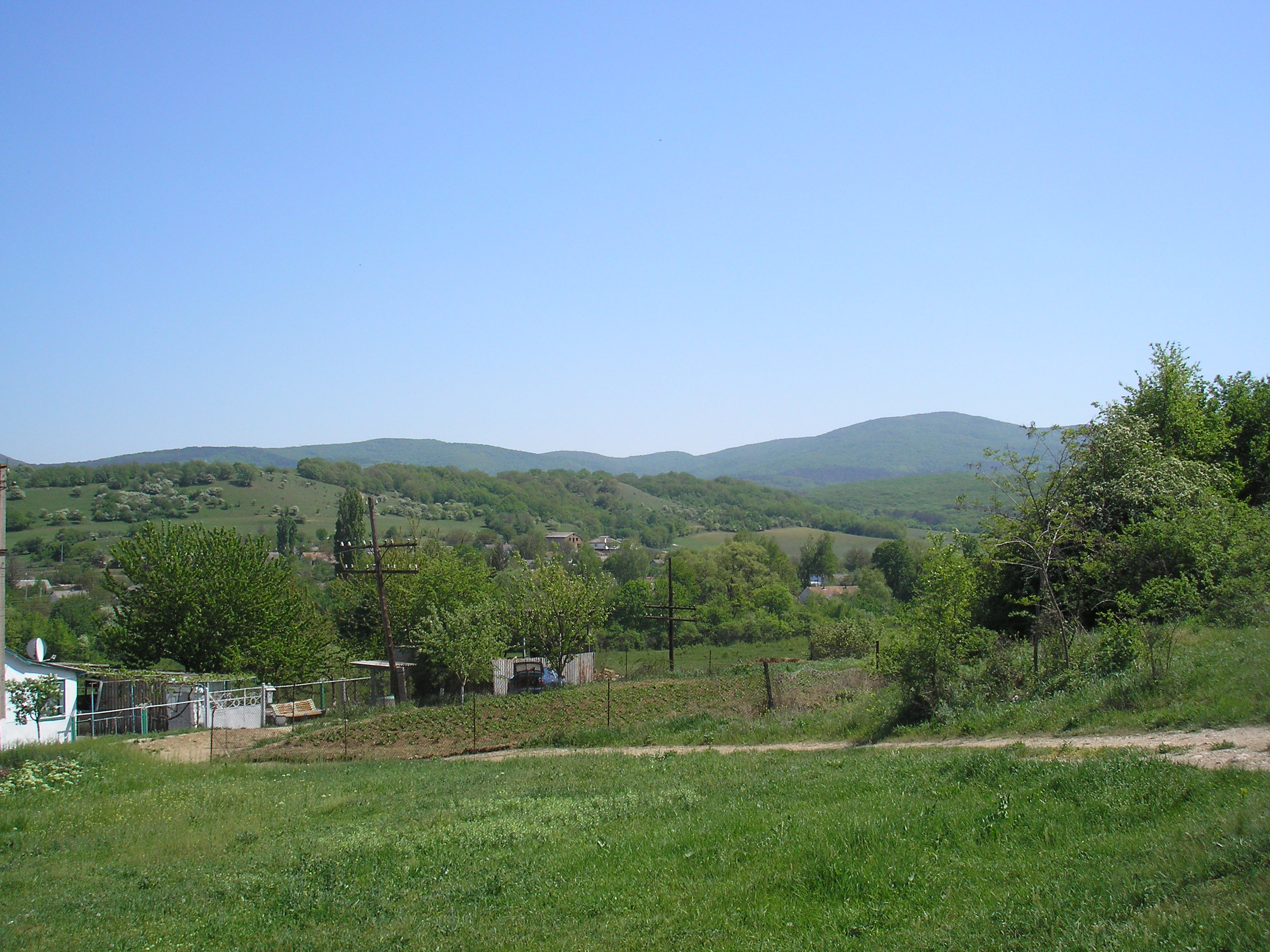

После установления в Крыму Советской власти, по постановлению Крымревкома от 8 января 1921 года была упразднена волостная система и село вошло в состав вновь созданного Карасубазарского района Симферопольского уезда, а в 1922 году уезды получили название округов. 11 октября 1923 года, согласно постановлению ВЦИК, в административное деление Крымской АССР были внесены изменения, в результате которых округа ликвидировались, Карасубазарский район стал самостоятельной административной единицей и село включили в его состав. Согласно Списку населённых пунктов Крымской АССР по Всесоюзной переписи 17 декабря 1926 года, в селе, уже как Ашага-Баши, центре Ашага-Башинского (к 1940 году — Башинского) сельсовета Карасубазарского района, числился 31 двор, все крестьянские, население составляло 145 человек, из них 125 татар, 18 крымских цыган и 2 армян (в материалах переписи ни Юхары-Баши, ни просто Баши не фигурируют). По данным всесоюзная перепись населения 1939 года в селе проживало 178 человек.
В 1944 году, после освобождения Крыма от фашистов, согласно Постановлению ГКО № 5859 от 11 мая 1944 года, 18 мая крымские татары были депортированы в Среднюю Азию. 12 августа 1944 года было принято постановление № ГОКО-6372с «О переселении колхозников в районы Крыма», в исполнение которого в район завезли переселенцев: 6000 человек из Тамбовской и 2100 — Курской областей, а в начале 1950-х годов последовала вторая волна переселенцев из различных областей Украины. Указом Президиума Верховного Совета РСФСР от 21 августа 1945 года Баши переименовано в Головановку и, соответственно, Башинский сельсовет — в Головановский, при этом на последних довоенных картах село называлось Юхары-Баши. С 25 июня 1946 года Головановка в составе Крымской области РСФСР, а 26 апреля 1954 года Крымская область была передана из состава РСФСР в состав УССР.
Время упразднения сельсовета и переподчинения Криничненскому пока точно не установлено: на 15 июня 1960 года село уже числилось в его составе. Решением Крымского облисполкома от 5 сентября 1985 года были объединены сёла Головановка и Ольховка. По данным переписи 1989 года в селе проживало 649 человек. С 12 февраля 1991 года село в восстановленной Крымской АССР, 26 февраля 1992 года переименованной в Автономную Республику Крым. С 21 марта 2014 года в составе Крыма аннексирована Россией.